# Avellaneda (Ávila)
Avellaneda es una localidad y un municipio de España perteneciente a la provincia de Ávila, en la comunidad autónoma de Castilla y León. Se encuentra situado en la vertiente norte de la sierra de Villafranca. El término municipal, que pertenece al partido judicial de Piedrahíta y a las comarcas del Alto Tormes y de El Barco de Ávila-Piedrahíta, tiene una población de 23 habitantes (INE 2024).

## Símbolos
El escudo heráldico y la bandera que representan al municipio fueron aprobados en 2014. El blasón del escudo es el siguiente:

Escudo Español cuadrilongo redondeado en punta. De plata, cabrio de azur con el vértice llegando hasta el punto de honor con el jefe, siendo su anchura 1/5 del ancho del escudo, y cargado de tres flores de oro, con quince pétalos cada una, colocadas una y dos, surmontado de una faja ondada de azur, acompañado en la punta de avellana colocada en palo de azur, le timbra Corona Real Española cerrada.
Boletín Oficial de Castilla y León n.º 76 de 22 de abril de 2015

La descripción textual de la bandera es la siguiente:

Bandera cuadrada de proporciones 1:1. Blanca con cabrio azul, echado sobre el borde inferior, de ancho 1/5 de la altura de la bandera, cargado de tres flores amarillas de 15 pétalos dispuestas una y dos; y con faja ondada azul de cinco crestas, de grueso 1/10 de la altura de la bandera, su punto medio está situado a 1/10 del borde superior de la bandera.
Boletín Oficial de Castilla y León n.º 76 de 22 de abril de 2015

## Geografía
La localidad se encuentra a una altitud de 1353 m sobre el nivel del mar.
| Noroeste: La Aldehuela             | Norte: La Aldehuela     | Noreste: Santiago del Collado |
| Oeste: Aldeanueva de Santa Cruz    |                         | Este: Santiago de Tormes      |
| Suroeste: Aldeanueva de Santa Cruz | Sur: Santiago de Tormes | Sureste: Santiago de Tormes   |

## Historia
Se cree que un párroco de esta localidad, un tal Alonso Fernández de Zapata, escribió la segunda parte apócrifa de El Quijote, que por ello fue conocida también como el Quijote de Avellaneda aunque no existe ninguna fuente probatoria al respecto.
Antes de la reorganización provincias de Javier de Burgos en 1833 perteneció a la provincia de Salamanca, como el resto de la comarca natural del Alto Tormes. A mediados del siglo XIX, el lugar contaba con una población censada de 201 habitantes. La localidad aparece descrita en el tercer volumen del Diccionario geográfico-estadístico-histórico de España y sus posesiones de Ultramar de Pascual Madoz de la siguiente manera:

AVELLANEDA: l. con ayunt. en la prov., adm. de rent. y dióc. de Avila (12 leg.), part. jud. de Piedrahita (2), aud. terr. de Madrid (31), c. g. de Castilla la Vieja (Valladolid 28): sit. en el cento de un llano rodeado de montañas con esposicion al S. y en posicion alegre y pintoresca, dando vista á la mayor parte de los pueblos del valle de Corneja: está resguardado de los vientos; es de clima frio y húmedo, y se padecen dolores reumáticos: tiene 64 casas distribuidas en 3 barrios, con calles estrechas y desempedradas; hay casa consistorial, con cárcel y pósito; escuela de primeras letras, á la que asisten 18 niños mediante una corta retribucion en centeno; igl. parr. dedicada á San Bartolomé Apóstol, que estaba servida antiguamente por 1 capellan presentado por el cabildo de Piedrahita, y despues por el diocesano; 1 fuente para el uso de los vec. y en los afueras el cementerio muy regular y ventilado. Confina el térm. con los del Hito, Lastrilla, Higueruela y Hoyos del Collado, y el terreno es quebrado, menos la parte próxima á la pobl., formando prados y linares que se riegan con las aguas de varios arroyuelos que se desprenden de las sierras; los caminos son de herradura en muy mal estado: el correo se recibe por los mismos interesados en Piedrahita: prod. centeno, poco trigo, cebada, lino: se mantiene ganado vacuno, que es la principal riqueza, algun lanar, pocas yeguas, y se cria buena caza menor: pobl. 54 vec., 201 alm.: cap. prod., 664,750 rs.: imp., 26,590: cap. ind. 2,450: contr. por el primer concepto: 3,837 rs. 6 mrs.; id. por el ind. 98: presupuesto municipal: 500, que se cubre con el prod. de propios y arbitrios, que consisten en algunas yerbas y la taberna.
(Madoz, 1846, p. 117)

## Demografía
Avellaneda cuenta con una población de 23 habitantes (INE 2024).
| Gráfica de evolución demográfica de Avellaneda entre 1842 y 2021                                                      |
| |
| Población de derecho según los censos de población del INE. Población de hecho según los censos de población del INE. |

## Economía
El concepto de deuda viva contempla solo las deudas con cajas y bancos relativas a créditos financieros, valores de renta fija y préstamos o créditos transferidos a terceros, excluyéndose, por tanto, la deuda comercial.
Entre los años 2008 a 2014 este ayuntamiento no ha tenido deuda viva.

## Patrimonio
- Iglesia románica.
- Ermita del Cristo.